# Amid (funktionel gruppe)
 For alternative betydninger, se Amid. (Se også artikler, som begynder med Amid)
Et amid er en stoftype i organisk kemi eller en funktionel gruppe i organiske forbindelser, der består af en carbonylgruppe, der er bundet til et N-atom. Et amid er et syrederivat.

## Reaktioner
Amider laves ud fra mere reaktive syrederivater ved reaktion med ammoniak eller en amin. Ved reaktion med ammoniak fås et primært amid, ved reaktion med en amin fås et sekundært eller tertiært amid:
- Syrechlorid + 2 amin → amid + ammoniumsalt:
  -  +  + →  + R²R3NH2Cl
- RCOOCOR + 2*R12NH → RCONR12 + R12NH2OCOR
- RCOOR² + R12NH → RCONR12 + R²OH

Ved de to første bruges 2 mol amin til dannelse af 1 mol amid, da der under reaktionen dannes en syre, som vil reagere med endnu 1 mol amin, der er en base, under dannelse af et salt.
Amider kan også fremstilles ved kontrolleret hydrolyse af et nitril:
- RCN + H2O → RCONH2

Teknisk kan simple amider laves ved at opvarme ammoniumsaltet af en carboxylsyre:
- NH4OCOR → RCONH2 + H2O

Amider er meget stabile, og indgår derfor i få reaktioner. De kan hydrolyseres ved længere tids kogning i vandig NaOH, eller de kan reduceres til aminer:
- RCONR12 + OH- → RCOO- + R12NH
- R12NH + LiAlH4 → RNR12

## Nomenklatur (navngivning)
Amider navngives ud fra de tilsvarende syrer, hvor "-syre" byttes ud med "-amid". F.eks. kaldes CH3CH2CONH2 for propanamid, fordi CH3CH2COOH kaldes for propansyre. Substituenter på N angives som præfiks, med N som placeringsbetegnelse, f.eks. CH3CON(CH3)2, N,N-dimethylethanamid.

## Biologisk betydning
Amidgruppen har overordentlig stor biologisk betydning, da alle proteiner og dermed alle enzymer består af aminosyrer, der er bundet vha. amidgrupper. Da amider dannet ved kondensation af to aminosyrer kaldes peptider i biologien, kaldes amidgruppen for peptidbindingen i biologien.